# Judaïstiek
De term judaïstiek is afgeleid van Iudaeus (Latijn voor: Jood, Joods) en betekent letterlijk 'de zaken betreffende de Joden'. Tegenwoordig verstaat men onder de term het vakgebied, de studie of de wetenschap van het jodendom.
Een andere aanduiding voor judaïstiek die men ook wel tegenkomt, is judaïca.
Degene die deze wetenschap beoefent wordt judaïst genoemd.

## Deelgebieden
Het Mandel Institute of Jewish Studies, een van de oudste faculteiten van de Hebreeuwse Universiteit van Jeruzalem, kent de volgende onderverdelingen in de judaïstiek:
- Hebreeuwse taal
- Hebreeuwse literatuur
- Jiddische taal en literatuur
- Joodse geschiedenis
- Joodse en vergelijkende folklore
- Joods denken
- Tenach
- Talmoed

## Universitaire studie
Judaïstiek kan men aan de volgende universiteiten als een opzichzelfstaande studie studeren (dus niet in de vorm van een al dan niet verplicht bijvak):
België:
- Universiteit Antwerpen (Nederlands)
- Université libre de Bruxelles (Frans)

Nederland:
- Universiteit van Amsterdam